# August Wilhelm Hermann von Zenge
August Wilhelm Hermann von Zenge (* 11. Oktober 1736 in Obergebra, Grafschaft Hohenstein; † 29. November 1817 in Berlin) war ein preußischer Generalmajor sowie Chef des Infanterieregiments Nr. 24.

## Leben

### Herkunft
August Wilhelm Hermann war der Sohn von Burghard Friedrich von Zenge (1686–1750), Herr auf Obergebra, und dessen Ehefrau Friederike, geborene Walther, einer Tochter des Amtmanns Christian Walther.

### Militärkarriere
Seine erste Ausbildung erhielt Zenge auf der Schule in Benneckenstein, dann war er ab 1753 auf der Kadettenakademie in Berlin. Dort blieb er bis 1756. Dann wurde er als Gefreitenkorporal im Infanterieregiment „von Forcade“ angestellt. 
Mit dem Regiment kämpfte er in dem Gefecht bei Reichenberg. In der Schlacht bei Prag wurde er durch einen Schuss in den Unterleib schwer verletzt. Er blieb zunächst einen ganzen Tag auf dem Schlachtfeld liegen, erst dann wurde er gefunden und in das Margarethen-Kloster gebracht. Es dauerte noch bis zum dritten Tag, bis er endlich verbunden wurde. Nach der Schlacht bei Kolin wurden alle Verwundeten nach Dresden gebracht. Auch während des Transportes wurde er nicht behandelt und erst in Dresden kam er wieder unter die Hände eines Arztes. Dort konnte er sich aber wieder so weit erholen, dass er zur Schlacht bei Roßbach wieder beim Regiment war. Danach marschierte er nach Schlesien und kämpfte bei Leuthen. Im Dezember 1757 wurde er Fähnrich und im Jahr 1758 kämpfte er bei der Belagerung von Olmütz. Nachdem diese hatte aufgegeben werden müssen, kam er zur Schlacht bei Zorndorf. In der Schlacht bei Hochkirch war er Ordonnanzoffizier im Hauptquartier. Während der Schlacht sammelte er 300 Versprengte mit fünf Kanonen und stand gegen die Österreicher unter General Beck, der in den Rücken der Preußen fallen wollte.
Später bildete er die Nachhut der Armee. Der Markgraf Carl war sehr beeindruckt und lobte ihn, aber für Zenge zahlte sich die Tat nicht weiter aus. Im Fortgang des Siebenjährigen Krieges kämpfte er bei Entsatz von Neiße, bei Liegnitz, Torgau und der Belagerung von Schweidnitz.
Im nachfolgenden Bayrischen Erbfolgekrieg erhielt er im Gefecht bei Weißkirchen den Orden Pour le Mérite. Er stieg immer weiter in den Rängen auf und wurde am 12. Februar 1793 Oberst. Während des preußisch-polnischen Krieges war er der Kommandeur des Regiments „Lichnowski“. Am 11. Mai 1799 wurde er zum Generalmajor befördert und Chef des Infanterieregiments „von Grünberg“ in Frankfurt an der Oder.
Im Vierten Koalitionskrieg kommandierte Zenge eine Brigade in der Schlacht bei Auerstedt. Es wurde zwar beschossen, nahm aber nicht unmittelbar an der Schlacht teil und konnte sich geordnet zurückziehen. Während des Rückzuges stürzte der Generalmajor in der Nacht vom 15. Oktober 1806 vom Pferd und brach sich den Arm. Die Brigade zog sich nach Magdeburg zurück und folgte dann dem Korps „Hohenlohe“ bis nach Prenzlau. Dort wurde er unabhängig von der Kapitulation gefangen genommen. Nach seiner Freilassung kehrte er zu seiner Familie zurück und starb 1817.

### Familie
Zenge war seit dem 3. Dezember 1776 mit Charlotte Margarete von Wulffen (1760–1838) verheiratet. Das Paar hatte insgesamt vierzehn Kinder, darunter:
- Carl Friedrich Georg (1777–1802), preußischer Offizier
- Wilhelmine Charlotte (1780–1852), ehemals Verlobte von Heinrich von Kleist ⚭ 1803 Wilhelm Traugott Krug (1770–1742)
- Friederike Luise (1782–1855), Chanoinesse des adligen Damenstifts zu Lindow
- Charlotte Christiane (* 1783) ⚭ Philipp von Stojentin als 2. Ehefrau. Die 1. Ehefrau war Friederike von Kleist († 1811), eine Schwester von Heinrich von Kleist
- Friderica Augustina (1784–1786)
- Karoline Henriette (* 3. September 1787) ⚭ Heinrich von Berge und Herrndorf
- August Alexander (* 9. April 1789; † 26. August 1865), preußischer Oberst ⚭ Johanna Juliane von Dallwitz (1797–1878)
- Sophia Eleonora (1791–1793)
- Emilie Auguste  (* 27. April 1800; † 27. April 1840) ⚭ Alexander von Wulffen (1784–1861), preußischer Generalleutnant